# 朱錫甘澎湖沙港旅居住所
朱錫甘澎湖沙港旅居住所，是位於台灣澎湖縣湖西鄉沙港村的古厝，為廟宇匠司朱錫甘在留宿沙港村時所寄寓之地，當前登錄為澎湖縣紀念建築。

## 背景歷史
日治時期大正年間（1910年至1920年代期間），因應澎湖天后宮修建工程，天后宮董事會從福建等地延攬了一批宮廟匠師進行整建工程，連帶帶動澎湖一波的古廟整修風潮，其中來自漳州東山，人稱「水林師」的朱錫甘師傅，在1922年與師兄朱欽與師弟黃文華三人負責天后宮正殿的整建，並在後續為澎湖其他宮廟完成眾多藝術的創作，其作品多數題材取自民間演義和故事，來進行鑿花木雕與彩繪的工作，也曾於當地陳氏家族交好下曾留宿於沙港當地。
1929年，在沙港紳商陳梅峰、陳光燦、陳春亭、曾雁數次提議進行沙港廣聖殿修建工程時，朱錫甘再度來到沙港，進行廣聖殿宮廟裝飾的統籌，並在工程結束後返回家鄉，再也沒有來到澎湖，並於1940年於家鄉去世。
2007年，沙港廣聖殿因建築老舊因素而全部拆除動土重建，包含朱錫甘、陳壽彞等匠司製作的廟宇構件則由陳氏家族後人，漁業商人陳宗銘買下，將原物保留，當前於沙港廣聖殿文物典藏館展示。
而旅居住所作為朱錫甘曾在此居住的重要遺跡，則保存了朱錫甘於1923年年末至1924年年初時，暫居此地時所繪製的書繪壁板。
2019年，澎湖縣政府文化局通過文資審議，以「朱錫甘澎湖沙港旅居住所」為名登錄為本縣「紀念建築」，以凸顯朱錫甘和澎湖深厚的歷史與藝術連結。

## 建築設計
朱錫甘澎湖沙港旅居住所是陳宅祖厝的附屬建築，並非完整的宅第，或是僅存部份空間的合院式建築，而是儲放貨物空間，俗稱棧間的倉庫，屋頂為單純磚坪，在當時作為「寄寓所」供給朱錫甘所居。

### 引用
1. ↑  . www.phhcc.gov.tw. 澎湖縣政府文化局. 2012-10-03  [2021-07-06]. （原始内容存档于2021-02-26） （中文（臺灣））.
2. ↑  澎湖縣政府公告「朱錫甘澎湖沙港旅居住所」登錄為本縣紀念建築·2019年12月6日
3. ↑  澎湖采風文化學會（編撰）. . 澎湖縣: 開臺澎湖天后宮管理委員會. 2006. ISBN 9789868272309.
4. ↑  王春起、陳妙香、黃蘭翔、覃培雄、葉乃齊，. . 台北市: 行政院文化建設委員會. 1985.
5. 1 2  王文良（編撰）. . 澎湖縣政府文化局: 澎湖研究 第十屆學術研討會 論文輯. 2011. ISBN 9789860315295.
6. ↑  李乾朗. . 台北市: 國立傳統藝術中心籌備處. 2002.
7. ↑  李乾朗. . 台北市: 國立傳統藝術中心籌備處. 2002.
8. ↑  . 台灣英文日報.   [2021-08-27]. （原始内容存档于2021-08-27） （中文（臺灣））.
9. ↑  李昱. . 澎湖縣: 文化資產保存學刊；54期. 2020.

### 書目
- 王文良·《朱錫甘(水林師) -澎湖宮廟裝飾藝術的大師》·收錄：澎湖研究第十屆學術研討會論文輯· 2011
- 《107-108年度澎湖縣私有古物朱錫甘書繪壁板維護修復計畫》  發布單位：文化局· 2019
- 王慶臺·《台灣地區粵籍彩繪畫師擂金特色之研究》· 國立臺灣藝術大學·2010

## 外部連結
- 沙港廣聖殿文物典藏館 - 博物之島 （页面存档备份，存于）
- 朱錫甘澎湖沙港旅居住所 - 國家文化記憶庫 （页面存档备份，存于）